# Desmanthodium
Desmanthodium es un género de plantas con flores, perteneciente a la familia  Asteraceae. Comprende 13 especies descritas y de estas, solo 8 aceptadas.

## Taxonomía
El género fue descrito por George Bentham y publicado en Hooker's Icones Plantarum 12: 14, pl. 1116. 1872. La especie tipo es: Desmanthodium perfoliatum Benth.

## Especies aceptadas
A continuación se brinda un listado de las especies del género Desmanthodium aceptadas hasta julio de 2012, ordenadas alfabéticamente. Para cada una se indica el nombre binomial seguido del autor, abreviado según las convenciones y usos.
- Desmanthodium blepharopodum S.F.Blake
- Desmanthodium fruticosum Greenm.
- Desmanthodium guatemalense Hemsl.
- Desmanthodium hintoniorum B.L.Turner
- Desmanthodium lanceolatum Greenm.
- Desmanthodium ovatum Benth.
- Desmanthodium perfoliatum Benth.
- Desmanthodium tomentosum Brandegee